# Grassella Oliphant
Grassella Oliphant (Pittsburgh, 1929) is een Amerikaanse jazz-drummer.
In de jaren vijftig speelde hij met Ahmad Jamal, Tommy Turrentine en Joe Kennedy (1952) en begeleidde hij Sarah Vaughan. Later werkte hij voor Gloria Lynne (1960-1963) en Shirley Scott. In de jaren zestig nam hij twee souljazz-platen voor Atlantic op. Muziek van "The Grass is Greener" (met begeleiding van onder meer trompettist Clark Terry) is regelmatig gesampeld door hiphop-artiesten. Beide albums zijn in 2005 op één cd heruitgebracht door Collectible Records. 
Na de releases van de albums wijdde Oliphant zijn tijd aan zijn gezin, maar tegenwoordig treedt hij weer op.

## Discografie
- The Grass Roots, Atlantic, 1965
- The Grass is Greener, Atlantic, 1968